# Tanosoma
Los tannosomas o tanosomas son orgánulos celulares propios de células vegetales. Estos son un tipo de plastidio derivado de los cloroplastos, generados cuando estos últimos acumulan taninos en refajos, bolsillos o embolsamientos en sus membranas. Poco a poco, estos taninos se van liberando en forma de pequeñas vesículas que se escinden de la membrana que los contenía. Estas vesículas transportan los mencionados taninos hasta la gran vacuola central vegetal, donde son frecuentemente almacenados. Los tanosomas son responsables de la síntesis de concentrados de taninos, así como de otros polifenoles. Esta síntesis de taninos concentrados, especialmente en partes verdes y tiernas de la planta, supone una forma de defensa vegetal ante la posible ingesta por parte de herbívoros o ante el ataque de posibles patógenos. Estos tanosomas, al producir taninos, también están relacionados con la defensa de la planta a la sobreexposición a radiación UV.
Los tanosomas fueron descubiertos por un equipo de investigadores franco-húngaro en septiembre de 2013. Este descubrimiento ha permitido encontrar una vía o método para sintetizar gran cantidad de taninos que permitan la modificación o matización del sabor de vino, té, chocolate y otros alimentos de manera artificial.